# Evander Sno
Evander Sno était un footballeur néerlandais, né le 9 avril 1987 à Dordrecht, qui évoluait au poste de milieu défensif.

## Biographie
Formé à l'Ajax Amsterdam, c'est le Feyenoord Rotterdam, club « ennemi », qui le récupère en 2005. Il ne jouera cependant pas de match en Championnat des Pays-Bas avec le Feyenoord. Il est prêté par le club de la ville portuaire au NAC Breda lors de la saison 2005-2006, afin qu'il joue davantage. Sa polyvalence est remarquée : son entraîneur l'alignera à pas moins de neuf postes différents au cours de cette saison. Evander Sno, milieu de terrain de l’Ajax d’Amsterdam s'est engagé avec Bristol City, qui évolue en seconde division en Angleterre.
L'été suivant, il est recruté par le club écossais du Celtic Glasgow. En août 2008, il revient à son club d'origine : l'Ajax Amsterdam.
Ce milieu de terrain défensif international espoir a été retenu dans le groupe de la sélection A néerlandaise de Marco van Basten en octobre 2006, mais il n'a toujours pas honoré de sélection en équipe nationale. Il a participé au tournoi de football des Jeux Olympiques de Pékin d'août 2008, où il fut expulsé lors du premier match face au Nigeria.
Il est prêté fin août 2009 pour une saison à Bristol City.
Le 13 septembre 2010, il est victime d'un arrêt cardiaque à la 63e minute d'une rencontre entre les joueurs espoirs de l'Ajax et de Vitesse Arnhem. Soigné sur place à l'aide d'un défibrillateur, il est transporté à l'hôpital et se rétablit. Le 29 septembre 2012, il est de nouveau victime d'une attaque. Son défibrillateur interne installé après le premier malaise a immédiatement résolu le problème et a pu quitter le terrain en marchant.

## Palmarès
Celtic Glasgow
- Scottish League
  - Champion (2) : 2007, 2008
- Coupe d'Écosse
  - Vainqueur (1) : 2007